# Fair Oaks Ranch (Teksas)
Fair Oaks Ranch je grad u američkoj saveznoj državi Teksas. Prema popisu stanovništva iz 2010. u njemu je živjelo 5.986 stanovnika.